# Nyceryx
Nyceryx là một chi bướm đêm thuộc họ Sphingidae.

## Các loài
- Nyceryx alophus - (Boisduval 1875)
- Nyceryx brevis - Becker, 2001
- Nyceryx coffaeae - (Walker 1856)
- Nyceryx continua - (Walker 1856)
- Nyceryx draudti - Gehlen 1926
- Nyceryx ericea - (Druce 1888)
- Nyceryx eximia - Rothschild & Jordan 1916
- Nyceryx fernandezi - Haxaire & Cadiou 1999
- Nyceryx furtadoi - Haxaire 1996
- Nyceryx hyposticta - (R Felder 1874)
- Nyceryx janzeni - Haxaire, 2005
- Nyceryx lunaris - Jordan 1912
- Nyceryx magna - (R Felder 1874)
- Nyceryx maxwelli - (Rothschild 1896)
- Nyceryx mielkei - Haxaire, 2009
- Nyceryx nephus - (Boisduval 1875)
- Nyceryx nictitans - (Boisduval 1875)
- Nyceryx riscus - (Schaus 1890)
- Nyceryx stuarti - (Rothschild 1894)
- Nyceryx tacita - (Druce 1888)

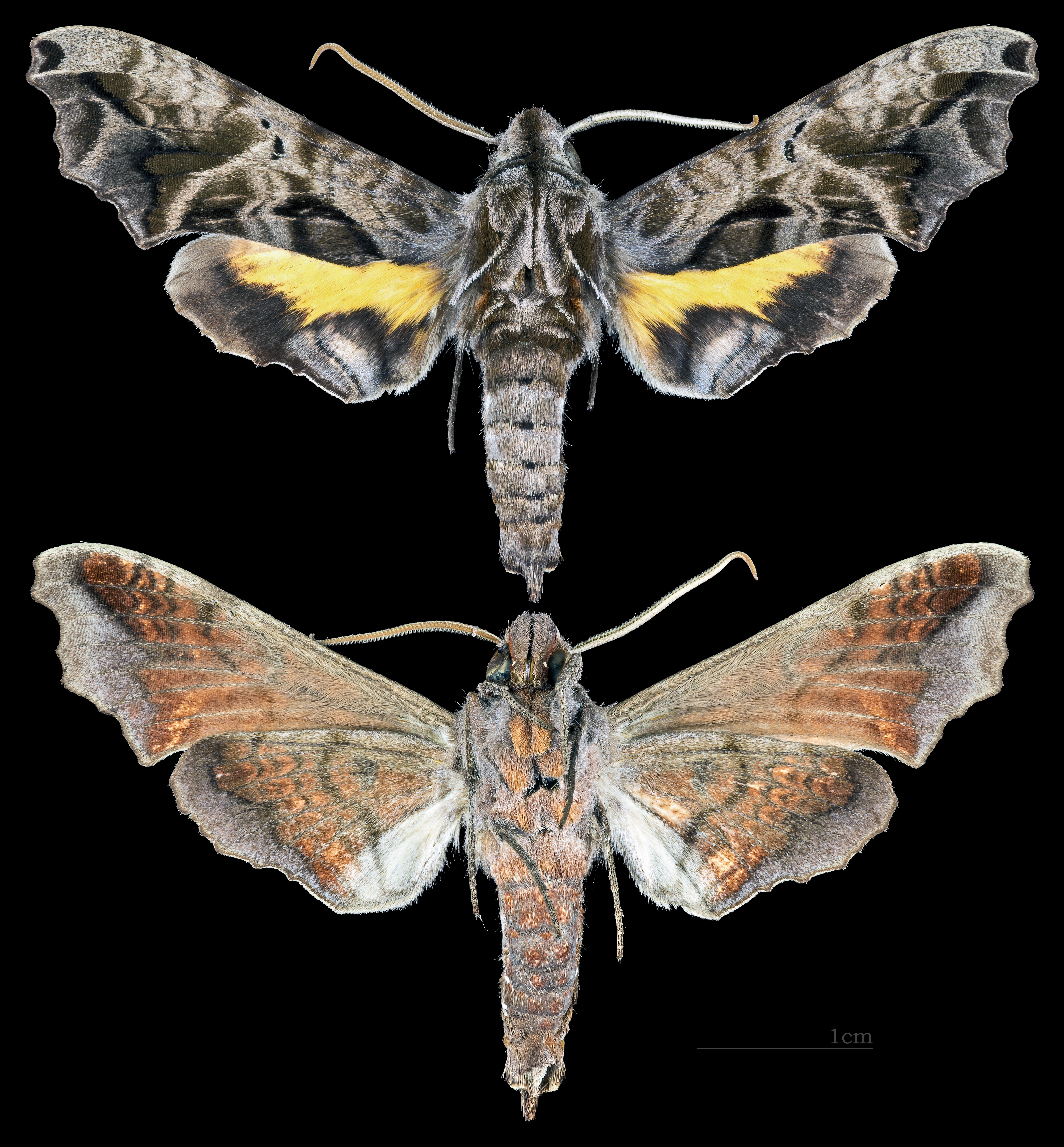
Nyceryx alophus
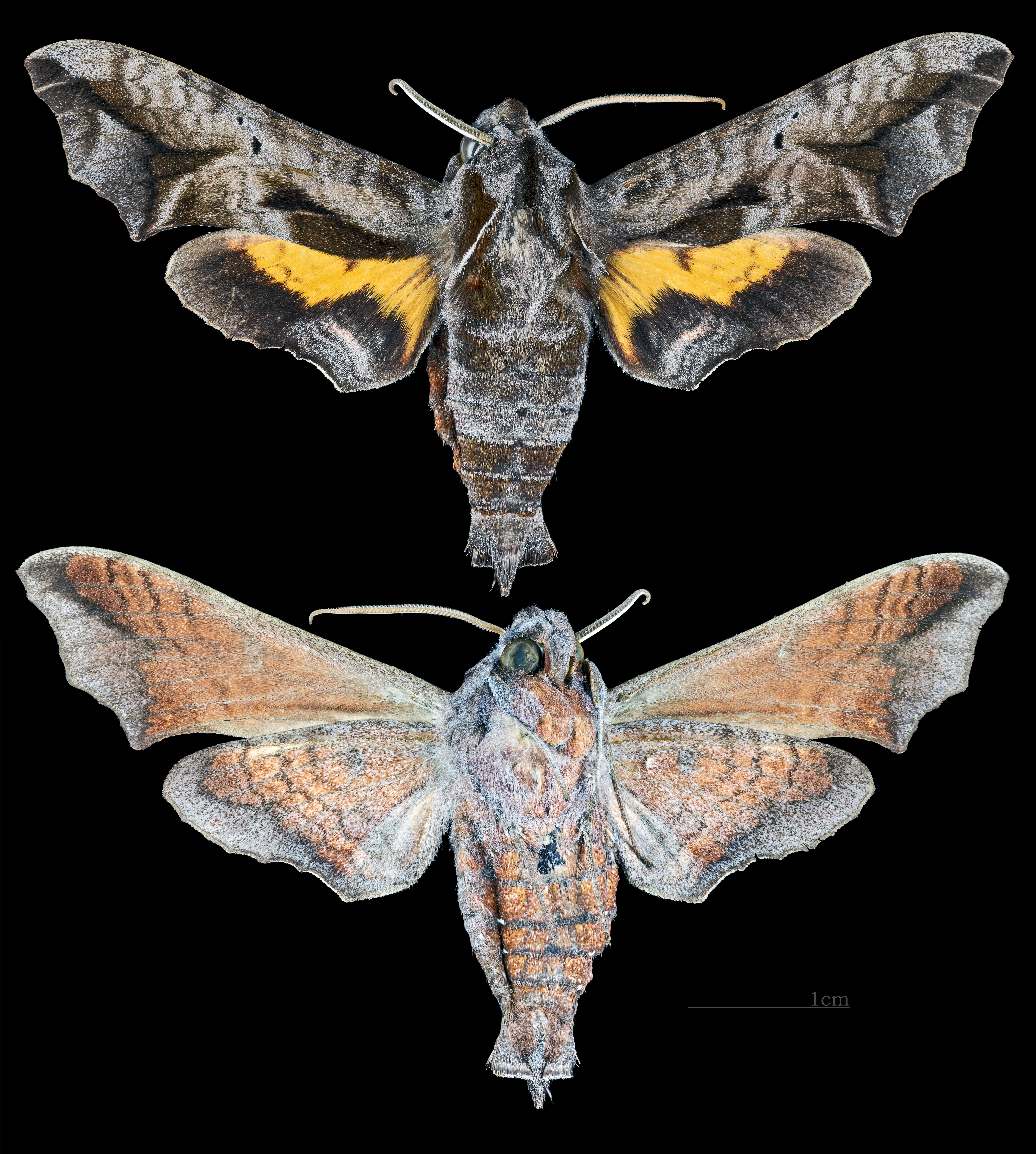
Nyceryx continua
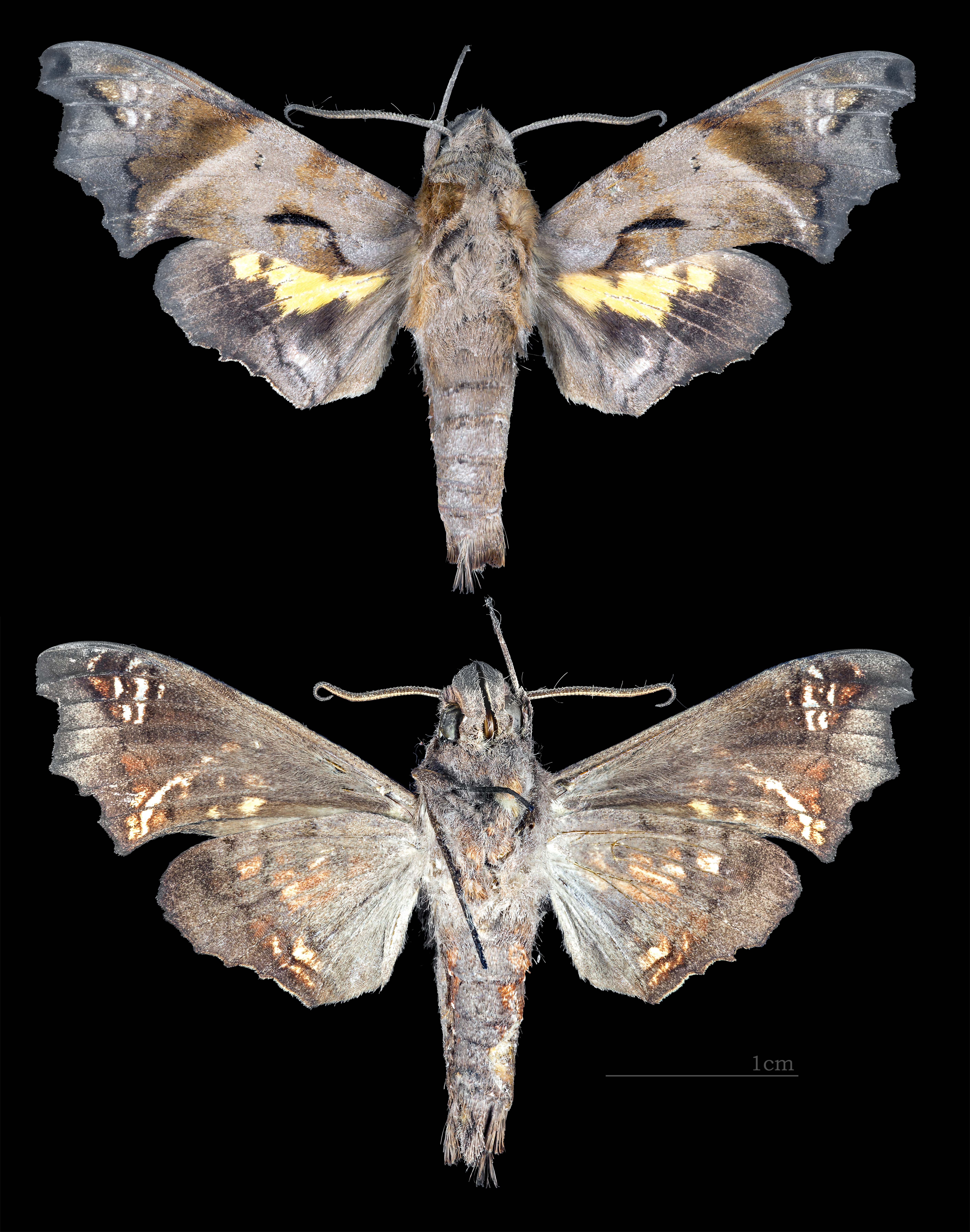
Nyceryx ericea
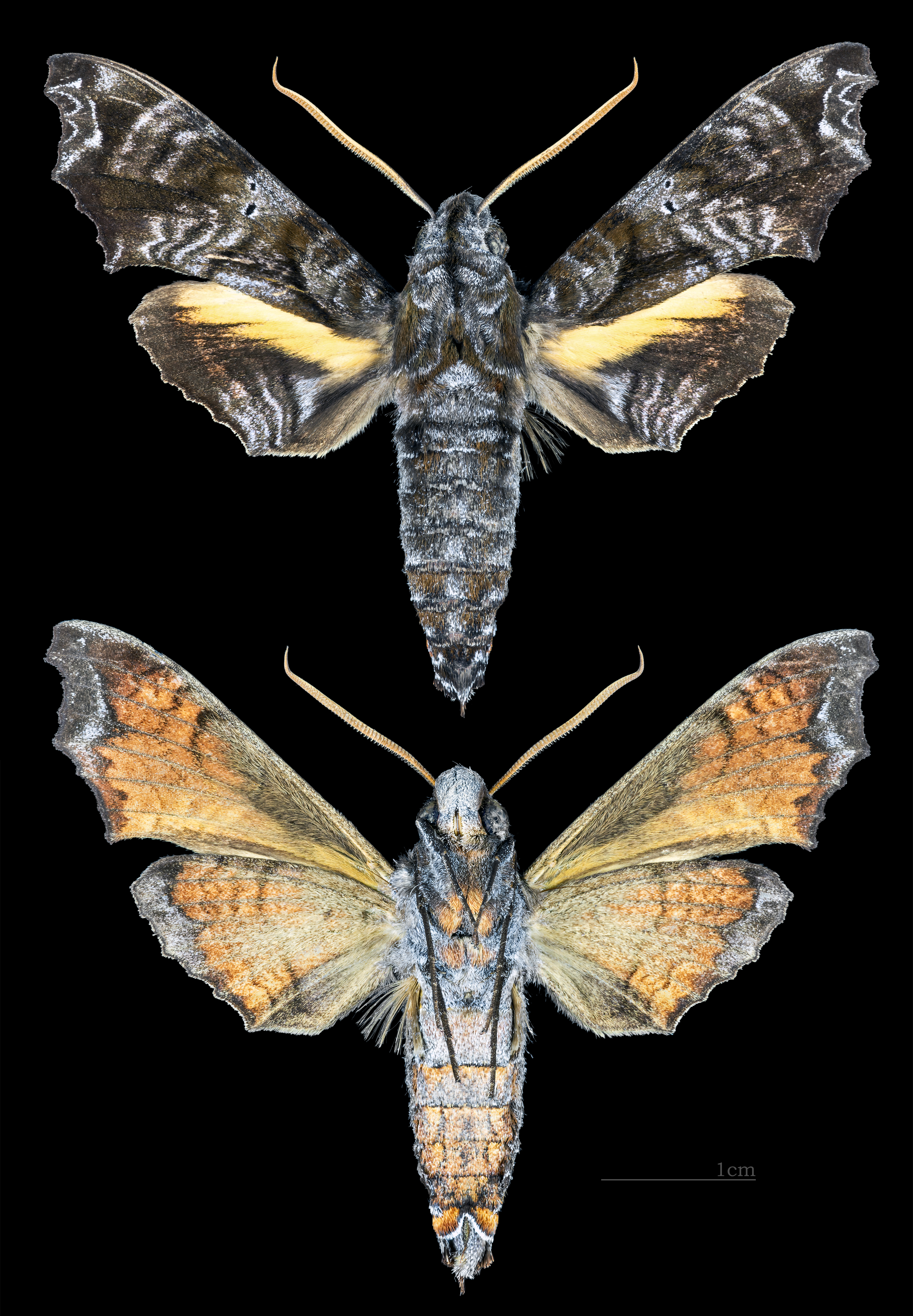
Nyceryx eximia
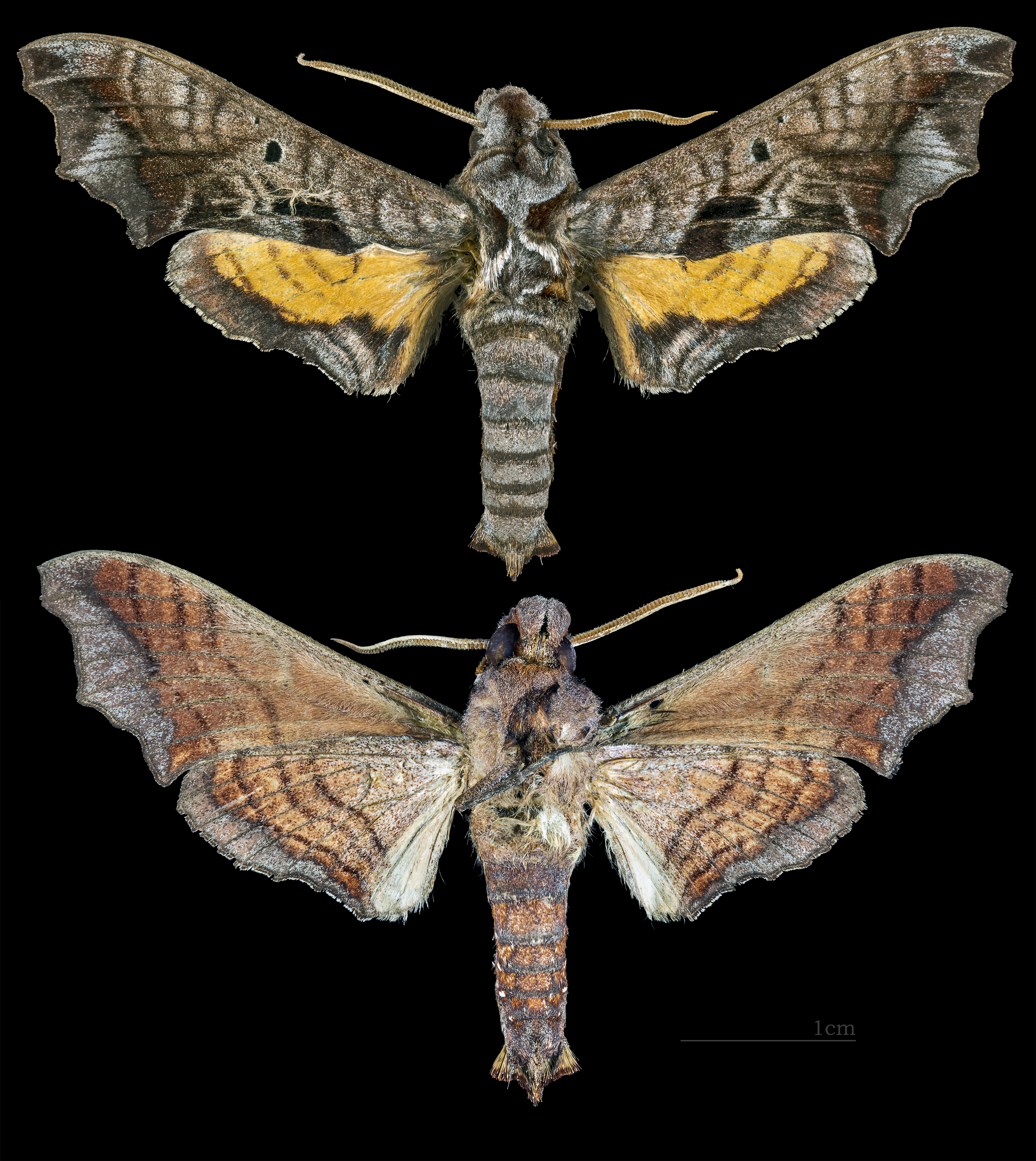
Nyceryx furtadoi
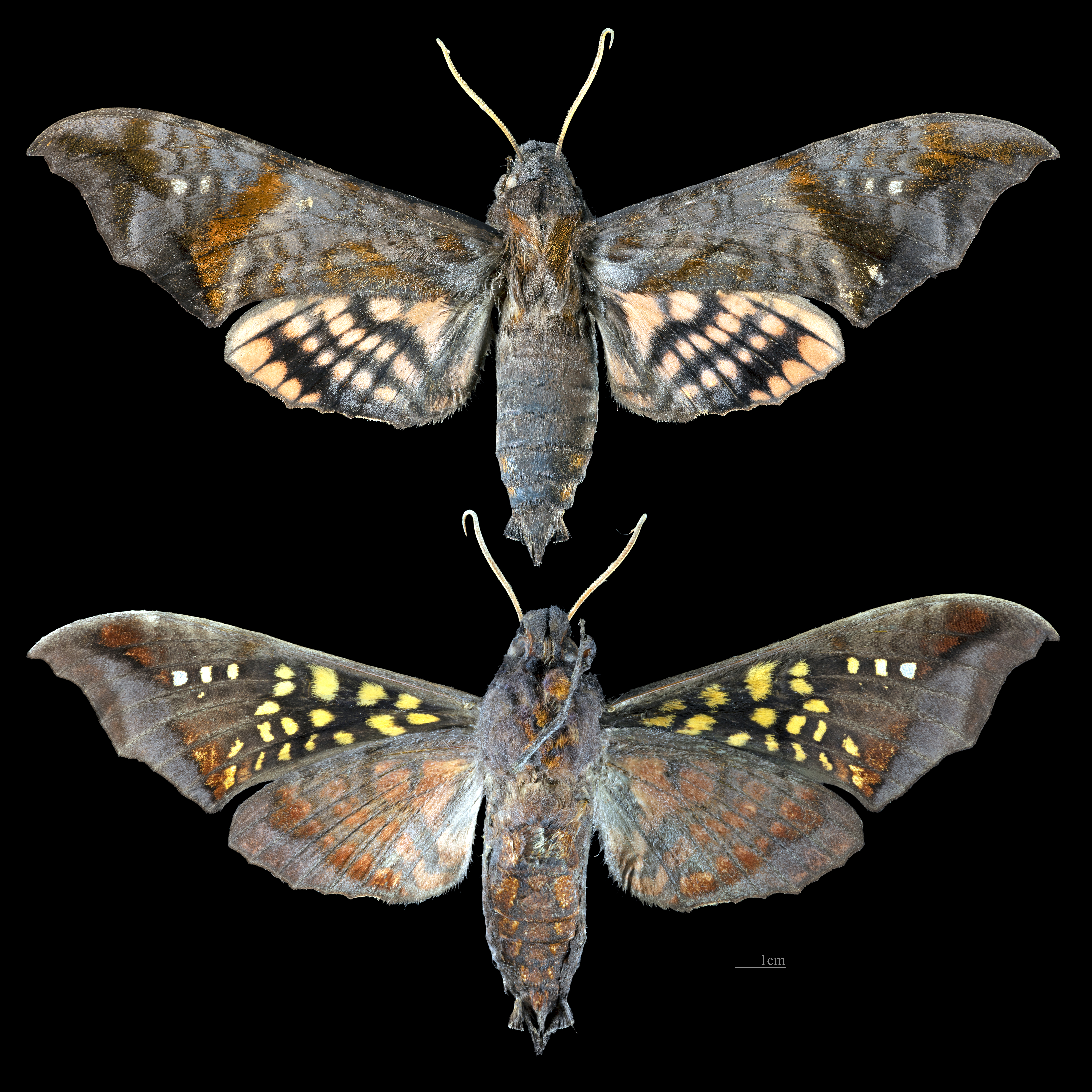
Nyceryx hyposticta
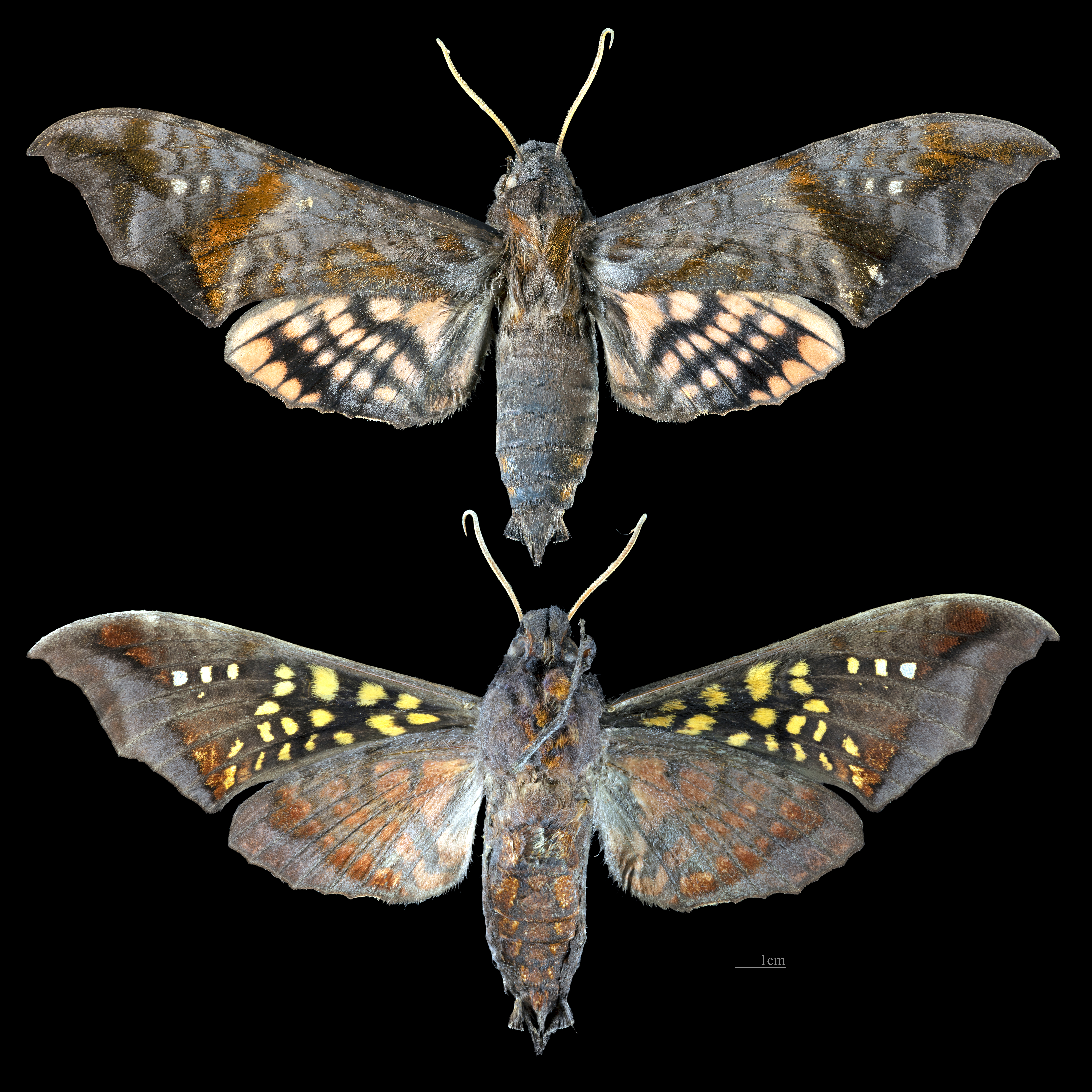
Nyceryx hyposticta
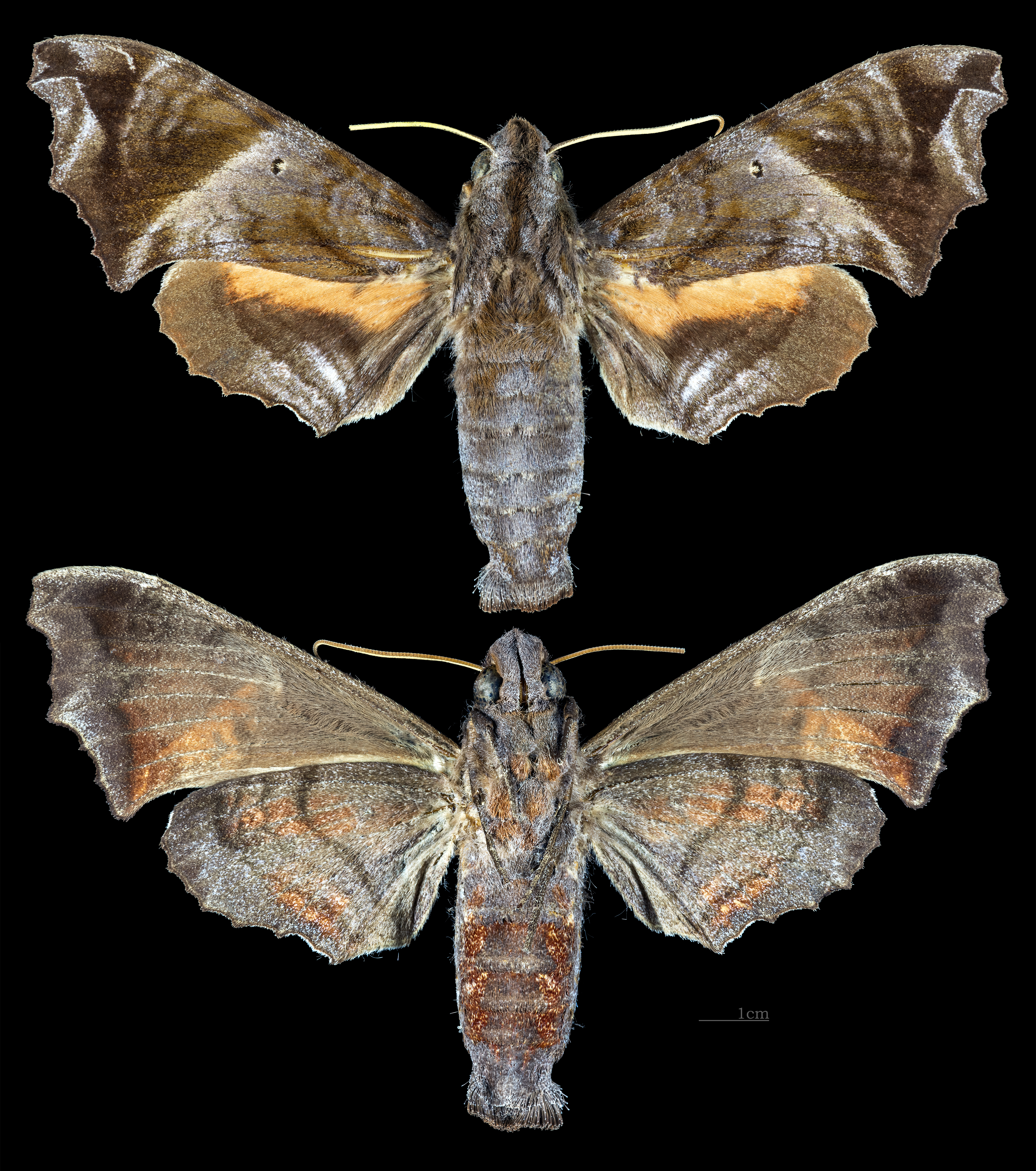
Nyceryx magna
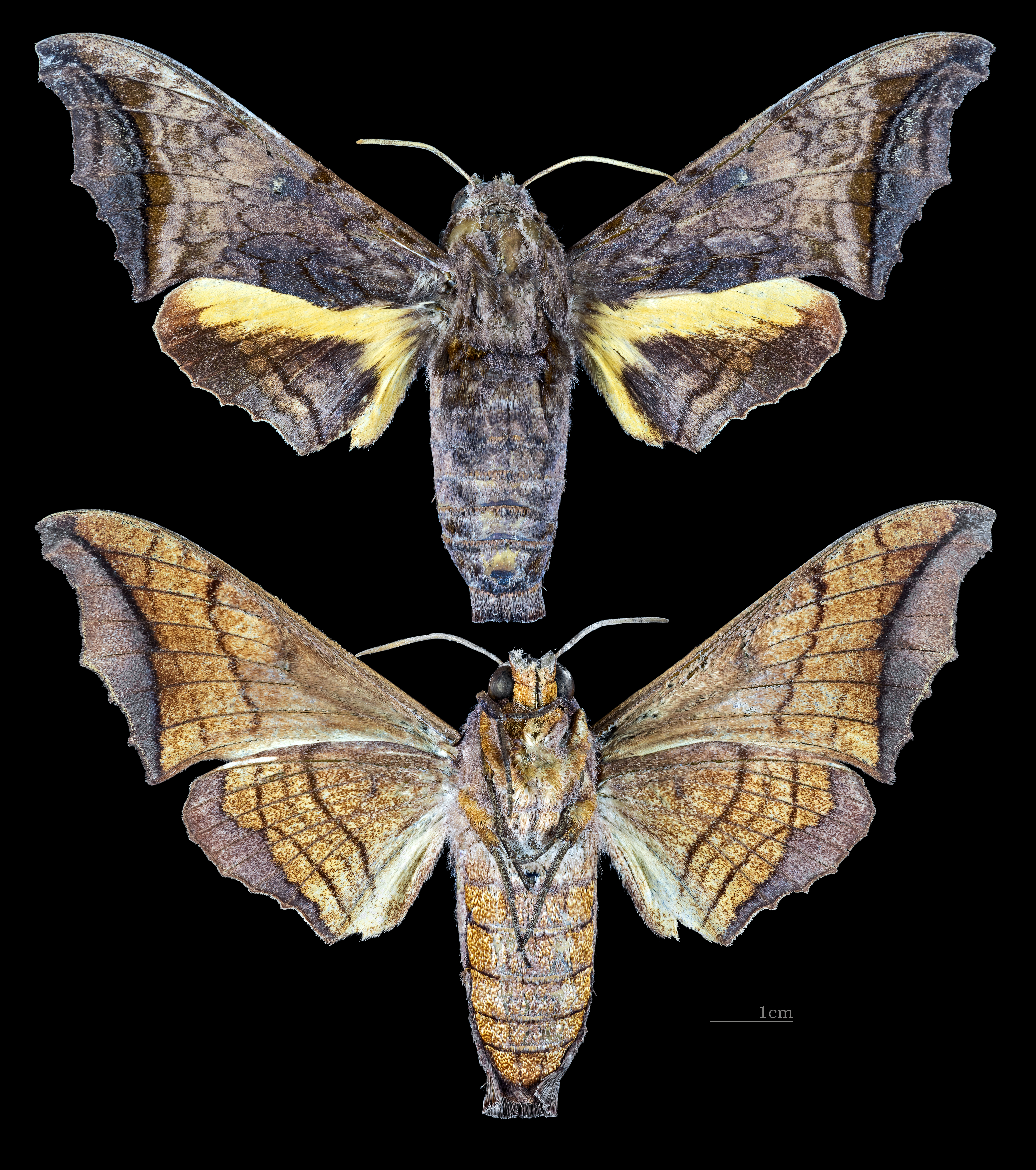
Nyceryx riscus
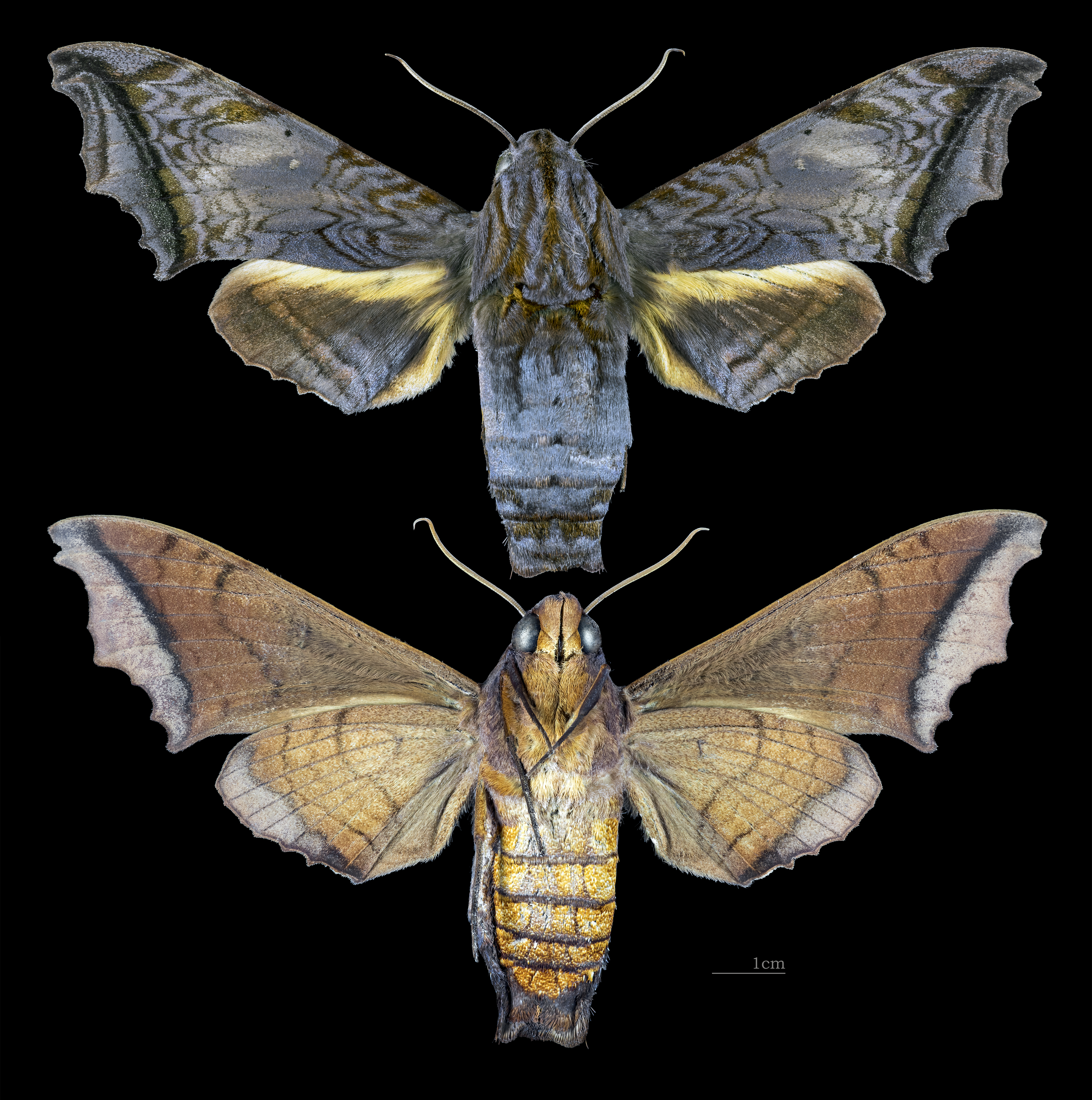
Nyceryx stuarti
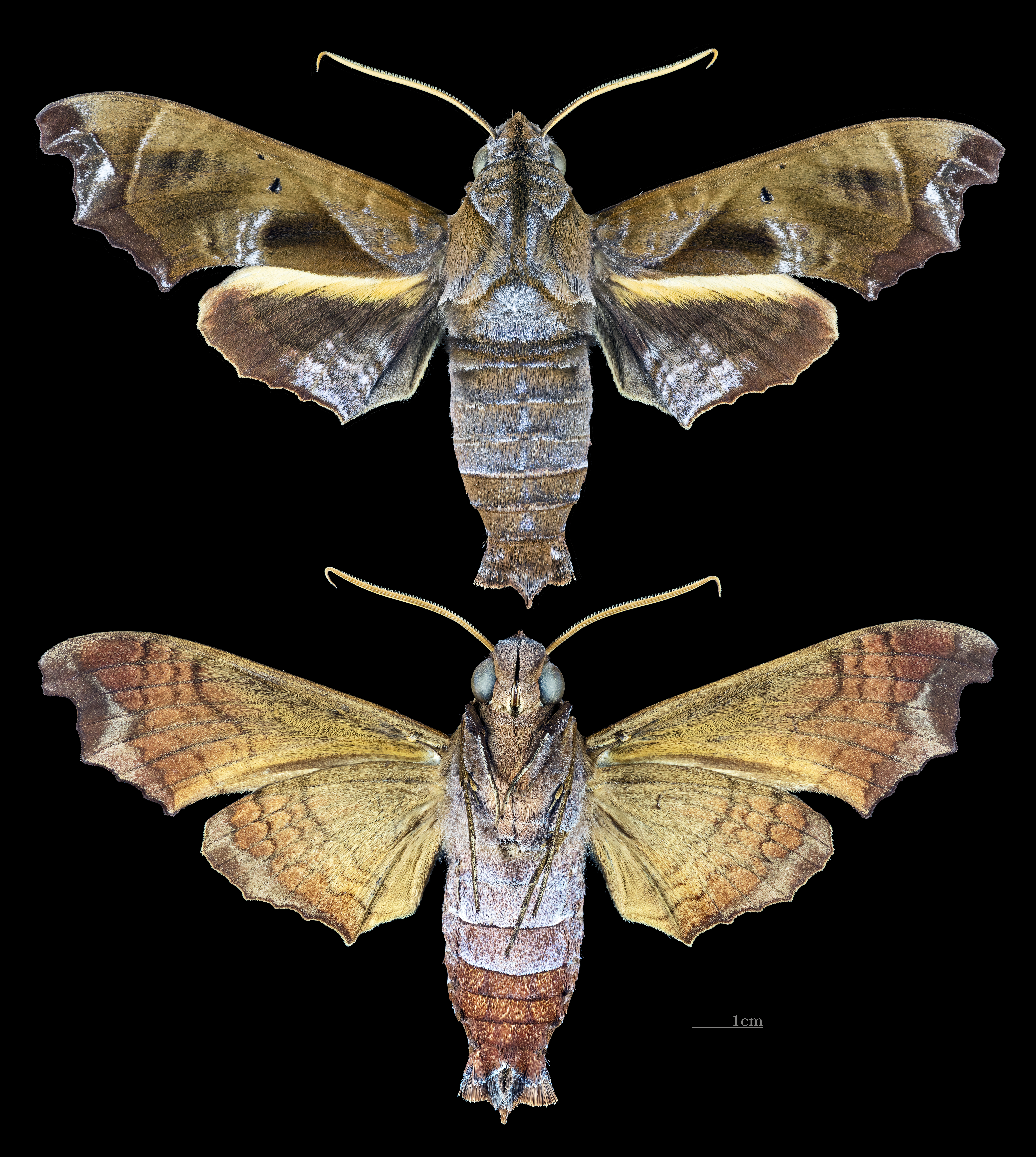
Nyceryx tacita